# Чак Бери
Чарлс Едвард Андерсон Бери (енгл. Charles Edward Anderson Berry; Сент Луис, 18. октобар 1926 — Сент Чарлс, 18. март 2017) био је гитариста, певач и текстописац, који се сматра једним од пионира рокенрол музике. Са песмама као што су „Maybellene“ (1955), „Roll Over Beethoven“ (1956), „Rock and Roll Music“ (1957) и „Johnny B. Goode“ (1958), Чак Бери је развио и увео ритам и блуз у главне елементе рокенрола, са текстовима који се фокусирају на тинејџерски живот и кориштење гитарских солоа направио је велики утицај на каснију рок музику. Пишући текстове који су се фокусирали на живот тинејџера и конзумеризам, и развијајући музички стил који укључује соло гитару и шоу-перформансе, Бери је имао велики утицај на каснију рок музику.
Рођен у афроамеричкој породици средње класе у Сент Луису, Бери се од малих ногу занимао за музику и први пут је наступио у летњој средњој школи. Док је био средњошколац осуђен је за оружану пљачку и послат је у поправни дом, где је био од 1944. до 1947. Након пуштања, Бери се усталио у брачном животу и радио у фабрици за склапање аутомобила. Почетком 1953. године, под утицајем гитарских рифова и техника извођења блуз музичара Т-Боуне Вакера, Бери је почео да наступа са Џони Џонсоновим триом. Његов успон је уследио када је у мају 1955. године отпутовао у Чикаго и упознао Мади Вотерса, који му је предложио да контактира Леонарда Чеса из Чес Рекордса. Са Чесом је снимио „Maybellene“ - Беријеву адаптацију кантри песме „Ida Red“ - која је продата у више од милион примерака, достигавши прво место на ритам и блуз листи магазина Билбоард.
Крајем педесетих година Бери је био афирмисана звезда, са неколико хит плоча и филмским наступима и уносном турнејом. Такође је основао свој властити ноћни клуб у Сент Лоуису, Беријев Клуб Бандстанд. Он је осуђен је на три године затвора у јануару 1962. године због кривичних дела према Мановом закону - транспортовао је четрнаестогодишњу девојчицу преко државних линија. Након пуштања 1963. године, Бери је имао још неколико успешних песама, укључујући „No Particular Place to Go“, „You Never Can Tell“ и „Nadine“. Међутим, оне нису постигле исти успех или трајни утицај његових песама из 1950-их, а до 1970-их је био више тражен као носталгични извођач, свирајући свој материјал из прошлости са локалним резервним бендовима променљивог квалитета. Године 1972, он је достигао нови ниво остварења када је издање „My Ding-a-Ling” постало његов једини рекорд на врху топ-листа. Његово инсистирање на исплати у готовини довело је 1979. до четворомесечне затворске казне и принудног друштвеног рада, због утаје пореза.
Бери је био међу првим музичарима који су примљени у Кућу славних рокенрола на њеном отварању 1986. године; за њега је речено да је је „поставио темеље не само за рок енд рол звук, већ и за рок енд рол став.“ Бери је укључен у неколико спискова „Највећих свих времена“ часописа Ролинг Стоун; заузео је пето место на листи 100 највећих уметника свих времена за 2004. и 2011. На списку 500 песама које су обликовале рокенрол Куће славних кок енд рола уврштене три Беријеве: „Johnny B. Goode“, „Maybellene“ и „“. Беријев „Johnny B. Goode” је једина рокенрол песма уврштена у Војаџерове златне плоче.

## Музичка каријера
Рођен у породици средње класе у Сент Луису (Мисури), Бери се од раних година занимао за музику, а први јавни наступ имао је у Гимназији Самнер. За време средње школе је одслужио затворску казну од 1944. до 1947. због оружане пљачке. Након што је пуштен на слободу, оженио се и запослио у аутомобилском постројењу. Почетком 1953. на њега су утицали гитарски рифови блуз гитаристе Т-Боун Вокера, које је он изводио са Џони Џонсон Триом. До распада је дошло када је он отпутовао у Чикаго у мају 1955. и срео Мади Вотерса, који му је предложио да контактира Леонарда Чеса из Чес рекордса. Са Чесом је снимио песму „Maybellene“ – Беријеву обраду кантри песме „Ida Red“ – која је продана у више од милион примерака, и достигла прво место на Билбордовој Ритам и блуз листи. Крајем педесетих Бери је постао звезда са неколико снимљених хитова и појављивањима у филму под својим именом. Такође је основао и свој ноћни клуб у Сент Луису, назван Berry's Club Bandstand. Али у јануару 1962. Бери је опет морао на одслужење трогодишње затворске казне због тога што је тајно превозио 14-годишњу дјевојку преко савезних граница.
Након изласка из затвора 1963. Бери је снимио још неколико хитова, као што су „No Particular Place To Go“, „You Never Can Tell“, и „Nadine“, али они нису постигли успех његових песама из педесетих.
Бери је био међу првим музичарима који су ушли у Рокенрол кућу славних на њеном отварању 1986. Бери је укључен на неколико Ролингстоунових листа „Највећи свих времена“, као нпр. када је постављен на пето место на њиховој листи 100 највећих уметника свих времена из 2004.

## Дискографија

### Студијски албуми
| Наслов                                            | Детаљи албума                                                                            | Вршне позиције графикона | Вршне позиције графикона | Вршне позиције графикона | Вршне позиције графикона | Вршне позиције графикона | Вршне позиције графикона | Вршне позиције графикона | Сертификати |
| Наслов                                            | Детаљи албума                                                                            | САД                      | Канада                   | Француска                | Немачка                  | Холандија                | Швајцарска               | УК                       | Сертификати |
| ------------------------------------------------- | ---------------------------------------------------------------------------------------- | ------------------------ | ------------------------ | ------------------------ | ------------------------ | ------------------------ | ------------------------ | ------------------------ | ----------- |
| After School Session                              | - Издато: May 1957 - Издавач: Chess (LP-1426) - Формат: mono LP                          | —                        | —                        | —                        | —                        | —                        | —                        | —                        |             |
| One Dozen Berrys                                  | - Издато: март 1958 - Издавач: Chess (LP-1432) - Формат: моно ЛП                         | —                        | —                        | —                        | —                        | —                        | —                        | —                        |             |
| Chuck Berry Is on Top                             | - Издато: јул 1959 - Издавач: Chess (LP-1435) - Формат: моно/стерео ЛП                   | —                        | —                        | —                        | —                        | —                        | —                        | —                        |             |
| Rockin' at the Hops                               | - Издато: јул 1960 - Издавач: Chess (LP-1448) - Формат: моно ЛП                          | —                        | —                        | —                        | —                        | —                        | —                        | —                        |             |
| New Juke Box Hits                                 | - Издато: март 1961 - Издавач: Chess (LP-1456) - Формат: моно ЛП                         | —                        | —                        | —                        | —                        | —                        | —                        | —                        |             |
| Two Great Guitars (with Bo Diddley)               | - Издато: август 1964 - Издавач: Checker (LP-2991) - Формат: моно ЛП                     | —                        | —                        | —                        | —                        | —                        | —                        | —                        |             |
| St. Louis to Liverpool                            | - Издато: новембар 1964 - Издавач: Chess (LP/S-1488) - Формат: моно/стерео ЛП            | 124                      | —                        | —                        | —                        | —                        | —                        | —                        |             |
| Chuck Berry in London                             | - Издато: април 1965 - Издавач: Chess (LP/S-1495) - Формат: моно/стерео ЛП               | —                        | —                        | —                        | —                        | —                        | —                        | —                        |             |
| Fresh Berry's                                     | - Издато: новембар 1965 - Издавач: Chess (LP/S-1498) - Формат: моно/стерео ЛП            | —                        | —                        | —                        | —                        | —                        | —                        | —                        |             |
| Chuck Berry's Golden Hits                         | - Издато: март 1967 - Издавач: Mercury (MG-21103/SR-61103) - Формат: моно/стерео ЛП      | —                        | —                        | —                        | —                        | —                        | —                        | —                        |             |
| Chuck Berry in Memphis                            | - Издато: септембар 1967 - Издавач: Mercury (MG-21123/SR-61123) - Формат: моно/стерео ЛП | —                        | —                        | —                        | —                        | —                        | —                        | —                        |             |
| From St. Louie to Frisco                          | - Издато: новембар 1968 - Издавач: Mercury (SR-61176) - Формат: стерео ЛП                | 185                      | —                        | —                        | —                        | —                        | —                        | —                        |             |
| Concerto in B. Goode                              | - Издато: јун 1969 - Издавач: Mercury (SR-61223) - Формат: стерео ЛП                     | —                        | —                        | —                        | —                        | —                        | —                        | —                        |             |
| Back Home                                         | - Издато: новембар 1970 - Издавач: Chess (LPS-1550) - Формат: стерео ЛП                  | —                        | —                        | —                        | —                        | —                        | —                        | —                        |             |
| San Francisco Dues                                | - Издато: септембар 1971 - Издавач: Chess (CH-50008) - Формат: стерео ЛП                 | —                        | —                        | —                        | —                        | —                        | —                        | —                        |             |
| The London Chuck Berry Sessions                   | - Издато: јун 1972 - Издавач: Chess (CH-60020) - Формат: стерео ЛП/8-трака/касета        | 8                        | 6                        | —                        | —                        | —                        | —                        | —                        | - US: Gold  |
| Bio                                               | - Издато: август 1973 - Издавач: Chess (CH-50043) - Формат: стерео ЛП                    | 175                      | —                        | —                        | —                        | —                        | —                        | —                        |             |
| Chuck Berry                                       | - Издато: фебруар 1975 - Издавач: Chess (CH-60032) - Формат: стерео ЛП                   | —                        | —                        | —                        | —                        | —                        | —                        | —                        |             |
| Rock It                                           | - Издато: 1979 - Издавач: Atco (SD-38-118) - Формат: стерео ЛП                           | —                        | —                        | —                        | —                        | —                        | —                        | —                        |             |
| Chuck                                             | - Издато: јун 2017 - Издавач: Dualtone - Формат: ЦД/дигитално/ЛП                         | 49                       | —                        | 39                       | 31                       | 61                       | 14                       | 9                        |             |
| "—" означава издања која нису била на лествицама. |                                                                                          |                          |                          |                          |                          |                          |                          |                          |             |